# Dicranota (Dicranota) stainsi
Dicranota (Dicranota) stainsi is een tweevleugelige uit de familie Pediciidae. De soort komt voor in het Nearctisch gebied.